# Carrer dels Jueus (Sarral)
Carrer dels Jueus és una obra de Sarral (Conca de Barberà) inclosa a l'Inventari del Patrimoni Arquitectònic de Catalunya.

## Descripció
Carrer molt estret, entre la plaça de l'església i el carrer major. Per la seva singularitat, la tradició popular feu que es retolés sota la denominació del carrer dels jueus. Cal destacar els arcs que travessen el carreró.
Una de les parts fou bastida de nou quan s'enderrocà l'any 1983.

## Història
Com en altres poblacions de la comarca (Montblanc, Santa Coloma, l'Espluga) a Sarral també hi havia una jueria, molt modesta, que fou un apèndix de l'aljama de Montblanc. Cap al 1370 hi vivien dos cirurgians, Astruch i Abraham dez Portell. La cota demogràfica de Sarral no donà per formar un call.